# Tempel des Hercules Musarum

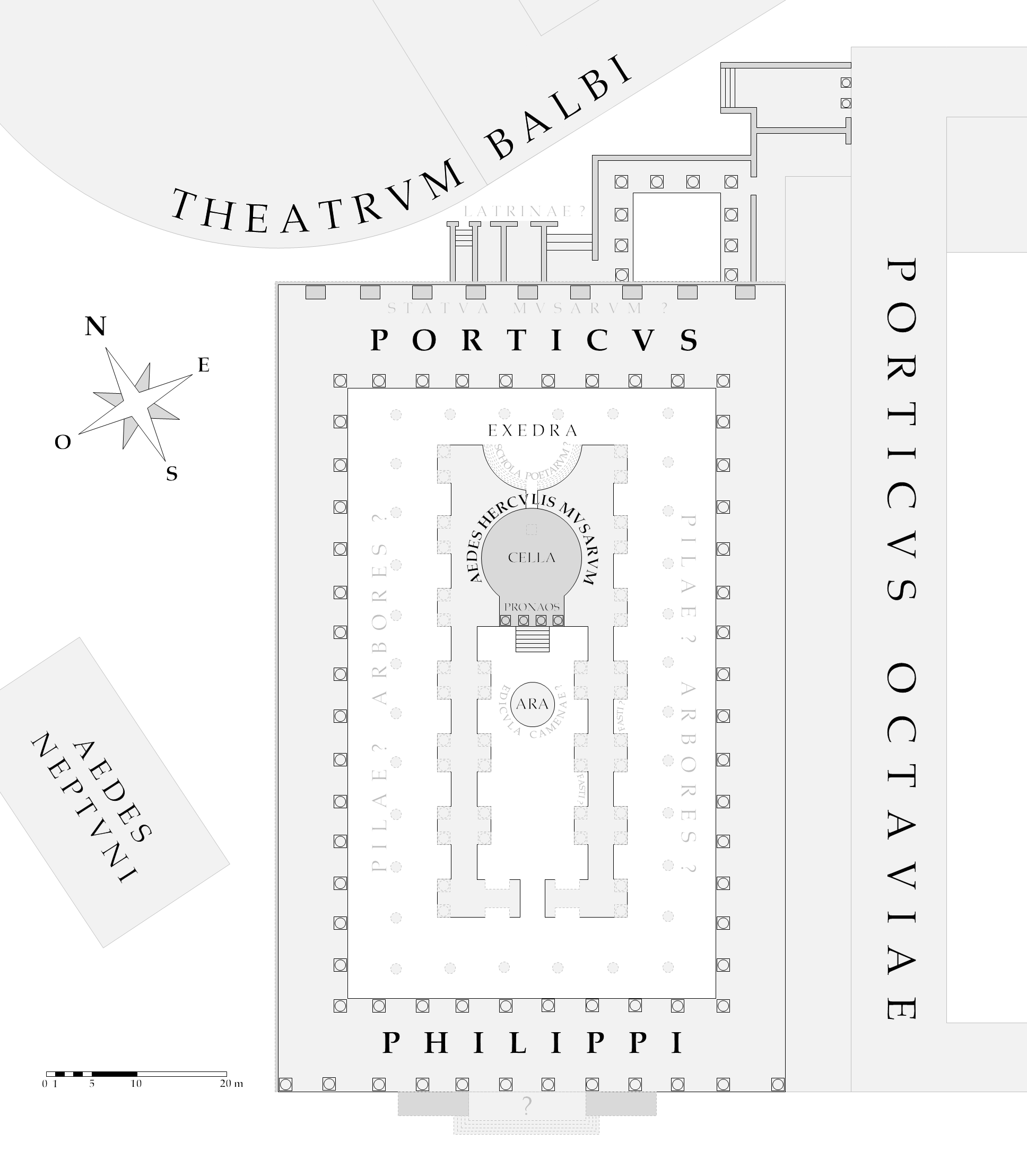
Rekonstruierter Lageplan des Tempels des Hercules Musarum nach den Fragmenten der FUR, umfasst von der später errichteten Porticus Philippi

Der Tempel des Hercules Musarum (Tempel des Hercules der Musen; lateinisch aedes Herculis Musarum) war ein mutmaßlich im Jahr 179 v. Chr. geweihtes Heiligtum auf dem Marsfeld in Rom.
189 v. Chr. herrschte Römisch-Syrischer Krieg zwischen Rom und dem Seleukidenreich, dessen König Antiochos III. bereits am Rande der Niederlage war. In Mittelgriechenland startete der mit ihm verbundene Aitolische Bund eine Offensive gegen den mit Rom verbundenen makedonischen König Philipp V., was Roms frisch gewählten Konsul Marcus Fulvius Nobilior auf den Plan rief. Fulvius Nobilior gelang es, mit seinen Truppen die Oberhand zu erlangen und sich während der vorbereitenden Verhandlungen um den Frieden von Apameia im strategisch bedeutsamen Ambrakia in Griechenland auf dessen Belagerung und Annexion zu beschränken. Nach Rom zurückgekehrt, stiftete er möglicherweise im Rahmen eines ihm im gleichen Jahr zugestandenen Triumphes den Tempel des Hercules der Musen. Diesen ließ er beim Circus Flaminius errichten und eine Kopie der Fasti darin anbringen. Aus seiner Kriegsbeute von Ambrakia stiftete er zudem neun Musenstatuen unbekannter Künstler in den Tempel.
Spätestens unter Augustus erfuhr der Tempel eine Rundumerneuerung. Diese ging auf den spanischen Statthalter Lucius Marcius Philippus zurück, der im Rahmen seines Triumphes die Porticus Philippi errichten und den Tempel renovieren ließ.
Nicht vollständig erwiesen ist, wann der Tempel seiner Bestimmung zugeführt wurde. Lawrence Richardson Jr. geht davon aus, dass er frühestens 185 v. Chr. geweiht wurde. Mehrheitlich wird jedoch die Quelle des Eumenius herangezogen und der Tempel in Fulvius’ Zensoriatsjahr 179 v. Chr. datiert.
Im Norden konnten Teile des Fundaments und massive Tuffblöcke aus opus quadratum archäologisch nachgewiesen werden. Es handelt sich um einen kleinen Abschnitt der Ringmauer des Rundtempels aus dem 2. Jahrhundert v. Chr., hinreichend allerdings für eine valide Rekonstruktion, die dem Bau einen Durchmesser von etwa 11,50 m beimisst. Auf den Fragmenten der severischen Forma Urbis Romae (FUR) erscheint der Tempel mit der ihn umlaufenden, jedoch erst aus augusteischer Zeit stammenden Porticus Philippi nahezu vollständig erhalten. Im Areal des Tempels wurde eine Statuenbasis gefunden, deren Inschrift den Konsul Fulvius Nobilior als Stifter nennt und die Herkunft der Statue aus Ambrakia erweist. Seine Zensur wird nicht erwähnt.
Zugang ins Heiligtum war vom Circus Flaminius aus gegeben. Die FUR lässt eine Interpretation zweier zahnschnittartiger Flügel als Podium zu, über das eine Treppe zwischen den Flügeln zum Podium des Heiligtums führte. In der Mitte und zwischen den Flügeln stand ein kreisförmiges Gebilde, das als Rundaltar interpretiert wird (siehe Schaubild). An der Rückseite des Podiums des Heiligtums schnitt eine Exedra ein. Das Heiligtum selbst interpretiert Filippo Coarelli als runden Zentralbau mit Kuppel und vorgelagertem tetrastylen Pronaos. Hier werden die Fasti des Fulvius rekonstruiert, auch könnten auf dem Podium die Musen gestanden haben. Andreas Grüner erkennt eher einen runden, hypäthralen Hof mit vorgelagerter Portikus.
Über dem Tempel wurden die zur Kirche Sant’Ambrogio della Massima gehörenden Klostergebäude erbaut.